# Eurytoma carpini
Eurytoma carpini är en stekelart som beskrevs av Decaux 1893. Eurytoma carpini ingår i släktet Eurytoma och familjen kragglanssteklar.
Artens utbredningsområde är Frankrike. Inga underarter finns listade i Catalogue of Life.